# Niclas Joachim af Wetterstedt
Niclas Joachim af Wetterstedt, född 25 september 1780 i Vasa, Österbottens län, död 1 maj 1855 i Stockholm, var en svensk friherre, kansliråd, riksheraldiker, tecknare och författare. 
af Wetterstedt blev legationssekreterare i Paris 1805, kammarjunkare 1809 och utsågs till  kansliråd 1817. Han var riksheraldiker vid Riksheraldikerämbetet 1829–1855. Som tecknare medverkade han några gånger i Konstakademiens utställningar i Stockholm. Han var medlem av Harmoniska Sällskapet samt invaldes som ledamot nummer 299 i Kungliga Musikaliska Akademien den 16 juni 1842. Som författare utgav han bland annat Mutanders ungdomshändelser och Stockholm i philosophisk, satirisk och poetisk målning samt tillsammans med sin bror Vid Aurore af Wetterstedts dödssäng den 14 maj 1834.
Niclas Joachim af Wetterstedt var son till överdirektören och landshövdingen Erik af Wetterstedt och Anna Christina Blad och från 1811 gift med konstnären Charlotte Amalia von Heland. Han var yngre bror till Gustaf af Wetterstedt och farbror till Anna Ingeborg Erica af Wetterstedt. Niclas Joachim af Wetterstedt var far till diplomaten Wilhelm af Wetterstedt samt farfar till militärerna Wilhelm och Gustaf af Wetterstedt. Efter att hans två återstående äldre bröder båda avlidit 1853 blev han friherre tillsammans med sin son Wilhelm.